# فيلالة (بويعقوبات)
فيلالة هو دُوَّار يقع بجماعة لمريجة، إقليم جرسيف، جهة الشرق في المملكة المغربية. ينتمي الدوّار لمشيخة بويعقوبات التي تضم دوارين. يقدر عدد سكانه بـ 191 نسمة حسب الإحصاء الرسمي للسكان والسكنى لسنة 2004.

## روابط خارجية
- البوابة الوطنية للجماعات الترابية نسخة محفوظة 12 مارس 2018 على موقع واي باك مشين.
- المندوبية السامية للتخطيط